# Seznam osobností Olomouce
Seznam významných osob narozených, žijících či zemřelých v Olomouci. Seznam je řazen podle zjištěného či předpokládaného data narození). 

### do 11. století
- svatý Metoděj (815–889), údajný zakladatel moravského arcibiskupství, které časem přešlo v olomoucké biskupství
- svatý Gorazd (9. stol.–10. stol.), údajný nástupce sv. Metoděje, 886 vyhnán z Moravy
- Silvestr (10. stol–10. stol.), záznam o olomouckém biskupovi Silvestrovi
- Jan (10. stol–10. stol.), záznam o olomouckém biskupovi Janovi
- Vratislav (10. stol–10. stol.), záznam o olomouckém biskupovi Vratislavovi

### 11. století
- Břetislav I. (1002/5–1055), moravský, později český kníže
- Jitka ze Schweinfurtu (1003–1058), bavorská princezna z rodu Babenberků, moravská a později česká kněžna
- Spytihněv II. (1031–1061), český kníže
- Jan I. (?–1085), historicky první doložený biskup olomoucký
- Vezel (11. stol.–?), dvorský kaplan a nepotvrzený olomoucký biskup
- Vratislav II. (1032/35–1092), olomoucký později český kníže, následně český a polský král
- Ondřej (11. stol.–1096), dvorní kaplan, svatovítský komorník, litoměřický probošt a olomoucký biskup
- Ota I. Olomoucký "Sličný" (1045-1087), olomoucký údělný kníže, zakladatel olomoucké Přemyslovské větve a kláštera Hradisko
- Eufemie Uherská (1045/50–1111), uherská princezna z rodu Arpádovců, olomoucká kněžna a zakladatelka kláštera Hradisko
- Boleslav (po 1062–1091), olomoucký údělný kníže
- Petr I. (11. stol.–1104), strahovský kanovník a olomoucký biskup
- Vladislav I. (1070–1125), olomoucký údělný kníže, později český kníže
- Jan II. "Břichatý" (11. stol.–1126), olomoucký biskup a spoluzakladatel katedrály sv. Václava v Olomouci
- Svatopluk Olomoucký (okolo 1080–1109), olomoucký údělný kníže, později český kníže
- Jindřich Zdík (1083–1150), syn pražského biskupa a kronikáře Kosmy, olomoucký biskup, diplomat a zakladatel premonstrátských klášterů
- Ota II. Olomoucký "Černý" (1085–1126), olomoucký a brněnský údělný kníže

### 12. století
- Václav Jindřich Olomoucký (1107–1130), olomoucký údělný kníže
- Jan III. (12. stol.–1157), olomoucký biskup
- Lupolt Olomoucký (1102–1157), olomoucký údělný kníže
- Vladislav Olomoucký (?–1165), olomoucký údělný kníže
- Eufemie Olomoucká (1115–?), olomoucká princezna a údajně ruská kněžna
- Ota III. Dětleb (1122–1160), olomoucký údělný kníže
- Durancie (?–1160), kyjevská princezna z rodu Rurikovců, olomoucká kněžna
- Jan IV. (12. stol.–1172), premonstrátský opat v Litomyšli a nakonec olomoucký biskup
- Dětleb (1122-1181), kanovník u sv. Víta v Praze, kaplan pražského biskupa a arcijáhen bechyňský, olomoucký biskup z rodu Přemyslovců
- Pelhřim (12. stol.–1184), olomoucký biskup
- Oldřich (1134–1177), olomoucký údělný kníže
- Václav II. (1137–1191), olomoucký údělný kníže, později český kníže
- Konrád II. Ota (1136/41–1191), postupně kníže znojemského, brněnského i olomouckého údělu, později moravský markrabě, nakonec český kníže
- Bedřich (1141/2–1189), olomoucký údělný kníže, později český kníže
- Kaim (12. stol.–1194), premonstrát strahovské kanonie a nakonec olomoucký biskup
- Engelbert z Brabantska (12. stol.–1199), arcijáhen a kanovník olomoucké kapituly a nakonec olomoucký biskup
- Vladimír Olomoucký (1145–1200), olomoucký údělný spolu-kníže
- Břetislav Olomoucký (?–1201), olomoucký údělný spolu-kníže
- Jan V. Bavor (12. stol.–1201), olomoucký biskup
- Sifrid (?–1227), královský kaplan, děkan olomoucké kapituly a poslední olomoucký Přemyslovec
- Přemysl Otakar I. (1155/67–1230), správce Olomoucka, Moravský markrabě, český kníže a následně král
- Robert "Angličan" (12. stol.–1240), převor kláštera na Zelené hoře, královský kaplan, diplomat, místodržící na Moravě a olomoucký biskup
- Ludmila Přemyslovna (1170–1240), česká princezna, hraběnka z Bogenu, bavorská vévodkyně a zakladatelka bavorského kláštera Seligenthal
- svatý Jacek Odřivous "Hyacynt" (1183–1257), dle tradice zakladatel olomouckého dominikánského kláštera u sv. Michala
- Vilém (12. stol.–12. stol.), olomoucký kanovník, opavský arciděkan a olomoucký biskup
- Konrád z Friedberka (12. stol.–1259), hildesheimský kanovník a olomoucký biskup

### 13. století
- Bruno ze Schauenberku (1205–1281), probošt v Lübecku, Hamburku a Magdeburgu, papežský kaplan a olomoucký biskup
- Přemysl Moravský, (1209–1239), moravský markrabě, od roku 1238 byla jeho moc omezena pouze na Olomoucko a Opavsko
- Dětřich z Hradce (13. stol.–1302), olomoucký biskup
- Václav III. (1289–1306), český, polský a uherský král, zavražděn v Olomouci při tažení do Polska
- Jan VI. z Valdštejna (13. stol.–1311), olomoucký biskup
- Petr II. Andělův de Ponte Corvo "Bradavice" (13. stol.–1316), olomoucký biskup
- Konrád I. Bavor (13. stol.–1326), olomoucký biskup
- Hynek Žák z Dubé neboli Jindřich Berka z Dubé (13. stol.–1333), olomoucký biskup
- Jan VII. "Volek" (1290–1351), nemanželský syn krále Václava II., olomoucký biskup

### 14. století
- Jan Očko z Vlašimi (počátek 14. stol.–1380), biskup olomoucký, arcibiskup pražský, první kardinál český, rádce a důvěrník Karla IV.
- Jan IX. ze Středy (1310–1380), kancléř Karla IV., biskup litomyšlský, biskup olomoucký a biskup vratislavský
- Petr III. z Brna "Jelito" (1330–1387), papežský auditor, biskup churský, litomyšlský, magdeburský a olomoucký
- Jan (okolo 1343), první známý městský písař a autor nejstarší dochované městské knihy
- Jan X. z Moravy (1345–1394), nemanželský syn moravského markrabětě Jana Jindřicha Lucemburského, kanovník kapituly v Brně, probošt kapituly na Vyšehradě, biskup litomyšlský, biskup olomoucký, patriarcha aquilejský
- Mikuláš z Riesenburka (14. stol.–1397), notář a diplomat Karla IV., kostnický biskup, biskup olomoucký
- Jan XI. "Mráz" (14. stol.–1403), lubušský a olomoucký biskup
- Ladislav z Kravař "Lacek" (1372–1408), olomoucký biskup
- Konrád z Vechty (1364–1431), verdenský biskup, olomoucký biskup a pražský arcibiskup
- Václav Gerardův z Buřenic "Králík" (1345–1416), vyšehradský děkan, kancléř království českého a vyšehradský probošt, královský kaplan, patriarcha antiochijský, správce kláštera v Kladrubech, kanovník svatovítské kapituly, arciděkan přerovský, děkan kroměřížský, nejvyšší písař království českého a olomoucký biskup
- Jan XII. Železný (?–1430), olomoucký a litomyšlská biskup, kardinál, účastník kostnického koncilu a odpůrce Husův, vůdce obrany Olomouce a katolického protihusitského vojska na Moravě
- Václav z Jihlavy (okolo 1430), iluminátor a písař, autor městského kodexu
- Jan Kapistrán (1386–1456), diplomat, inkvizitor, kněz, kazatel a misionář, pobývající a kázající okolo roku 1451 v Olomouci (důvod pogromu na olomoucké židy)

### 15. století
- Heinrich Kramer (1430–1505), dominikán a inkvizitor
- Matyáš Korvín (1443–1490), uherský král, český protikrál

### 16. století
- Hurtado Pérez (1526–1594), první rektor olomoucké univerzity
- Zbyněk Berka z Dubé a Lipé (1551–1606), kardinál, arcibiskup pražský, probošt olomoucké kapituly
- Georg Flegel (1566–1638), barokní malíř specializovaný na zátiší
- František z Ditrichštejna (1570–1636), kardinál, biskup olomoucký, jeden z nejvýznamnějších moravských politiků 17. století
- Sv. Jan Sarkander (1576–1620), kněz, mučedník
- Svatý John Ogilvie (1579–1615), jezuita, mučedník
- Völtin Rehr (16. stol.-1619), první olomoucký puškař

### 17. století
- Tobias Reimer (17.stol., Glogówek - 1686, Olomouc), zakladatel slavné olomoucké puškařské rodiny Reimerů, od roku 1654 v Olomouci, přísežný cechu olomoucký puškařů a měšťan (dům Pavelčákova 8)
- Bohuslav Balbín (1621–1688), literát, historik, kněz, zeměpisec a pedagog
- Karel Ferdinand Irmler (1650–?), profesor práva
- Wolfgang Hannibal von Schrattenbach (1660–1738), kardinál, biskup olomoucký, místokrál neapolský
- Václav Render (1669–1733), významný kameník a delineator
- Jan Kryštof Handke (1694–1774), významný moravský malíř
- Pierre Philippe Bechade de Rochepin (1694–1776), projektant a stavitel olomoucké bastionové pevnosti
- Ferdinand Julius Troyer z Troyersteinu (1698–1758), kardinál, biskup olomoucký

### 18. století
- Václav Matyáš Gurecký (1705–1743), hudební skladatel, kapelník v katedrále sv. Václava
- Antonín Theodor Colloredo-Waldsee (1729–1811), kardinál, první arcibiskup olomoucký
- Gilbert du Motier, markýz de La Fayette (1757–1834), generál, politik
- Maria Tadeáš Trauttmansdorff (1761–1819), kardinál, arcibiskup olomoucký, biskup královéhradecký
- Josef Václav Radecký z Radče (1766–1858), český šlechtic a rakouský maršál
- Maxmilián Josef Sommerau-Beckh (1769–1853), kardinál, arcibiskup olomoucký
- Rudolf Jan kardinál Habsbursko-Lotrinský (1788–1831), kardinál, arcibiskup olomoucký, rakouský arcivévoda
- Ferdinand I. Dobrotivý (1793–1875), rakouský císař, český král[pozn. 1]

### 19. století
- Alois Vojtěch Šembera (1807–1882), jazykovědec, literární historik
- František Alexandr Zach (1807–1892), panslavista, vojenský teoretik, generál srbské armády
- Bedřich z Fürstenberka (1813–1892), kardinál, arcibiskup olomoucký
- Rudolf Eitelberger von Edelberg (1817–1885), historik umění
- Emanuel Pötting-Persing (1819–1898), šlechtic, mecenáš a katolický kněz
- Pavel Křížkovský (1820–1885), hudební skladatel
- Jindřich Wankel (1821–1897), lékař, archeolog, speleolog, v Olomouci bydlel 1883–1897 a je zde pochován
- Gregor Mendel (1822–1884), přírodovědec, zakladatel genetiky
- Ignát Wurm (1825–1911), kněz, redaktor, etnograf
- Konrad Bayer (1828–1897), šachový skladatel
- František Josef I. (1830–1916), rakouský císař, český král
- Jan Rudolf Demel (1833–1905), pedagog a politik
- Vilém Blažek (1837–1912), ř. k. kněz, vysvěcen 1859, olomoucký sídelní kanovník, děkan olomoucké kapituly, světící biskup
- František Saleský Bauer (1841–1915), kardinál, arcibiskup olomoucký, biskup brněnský
- Josef Nešvera (1842–1914), hudební skladatel
- František Schaub (19.stol.), salavný olomoucký zbrojař
- František Schneider (1844-1918), ThDr., papežský komoří, správce dómské fary u sv. Václava.V olomouckém kněžském semináři působil jako Sacrum Rituum Magister. Po dostavbě budovy Elisabethinum určené pro výchovu budoucích učitelek se zasloužil o rozvoj ústavu a počeštění olomouckého školství
- Antonín Cyril Stojan (1851–1923), poslanec Říšské rady, olomoucký arcibiskup a moravský metropolita
- Marie Nedomová (1851–1939), představená III. řádu sv. Františka a mariánská sodálka, [1] v r. 1885 založila a léta vedla firmu M. Nedomová a spol.
- Adolf Hölzel (1853–1934), malíř, litograf, knihtiskař a výtvarný pedagog
- František Polívka (1860–1923), botanik
- Gustav Mahler (1860–1911), hudební skladatel[pozn. 2]
- Mořic Hruban (1862–1945), politik, právník
- Lev Skrbenský z Hříště (1863–1938), kardinál, arcibiskup pražský (1899–1916), arcibiskup olomoucký (1916–1920)
- Eduard Konrád Zirm (1863–1944), lékař, oftalmolog, který provedl první úspěšnou transplantaci na světě
- Vavro Šrobár (1867–1950), slovenský lékař, politik
- Petr Bezruč (1867–1958), básník[pozn. 3]
- Jan Šrámek (1870–1956), katolický kněz a politik
- Leo Fall (1873–1925), operetní skladatel
- Bohumír Cigánek (1874–1957), duchovní a biskup Církve československé husitské
- Karel Wellner (1875–1926), grafik, malíř, kreslíř, ilustrátor, výtvarný historik a kritik
- Adolf Kašpar (1877–1934), malíř a ilustrátor
- Svatý Gorazd II. (1879–1942), kněz, mučedník a světec
- Jaromír John (1882–1952), spisovatel, novinář
- Jaroslav Durych (1886–1962), vojenský lékař, spisovatel
- Julius Pelikán (1887–1969), sochař a medailér
- František Cinek (1888-1966), prof., ThDr., poválečný obnovitel a prorektor Univerzity Palackého
- Josef Ander (1888–1976), podnikatel
- Otokar Fierlinger (1888–1941), architekt
- Jarmila Kurandová (1890–1978), herečka
- Paul Engelmann (1891–1965), architekt, filozof
- Hubert Aust (1891–1955), akademický architekt
- Zdeněk Fierlinger (1891–1976), politik
- Jacques Groag (1892–1962), architekt a interiérový návrhář
- Stanislav Zela (1893–1969), pomocný biskup olomoucký, kapitulní (1947–1948) a generální vikář olomoucké arcidiecéze (1948–1950)
- Josef Churavý (1894–1942), legionář,důstojník Československé armády, odbojář
- Josef Ludvík Fischer (1894–1973), významný český filozof, první rektor roku 1946 obnovené olomoucké univerzity
- Josef Rostislav Stejskal (1894–1946), teolog, duchovní a biskup Církve československé husitské
- Václav Vejdovský (1896–1977), lékař oftalmolog
- Karel Svolinský (1896–1986), malíř, grafik a ilustrátor
- Bedřich Václavek (1897–1943), estetik, literární teoretik a kritik

### 20. století
- Václav Čikl (1900–1942), pravoslavný kněz, mučedník a světec
- Eliška Junková (1900–1994), automobilová závodnice
- Vít Obrtel (1901–1988), architekt, návrhář, scénograf
- Vladimír Talášek (1901–1942), československý důstojník a odbojář z období druhé světové války popravený nacisty
- Miroslav Jiroušek (1903–1983), český matematik a hudební skladatel
- Kurt Spielmann (1903-1943), architekt
- Anna Letenská (1904–1942), herečka, oběť nacismu. V Olomouci působila v letech 1930 až 1931
- Edgar G. Ulmer (1904–1972), režisér, scenárista, filmový producent
- František M. Hník (1905–1962), teolog, duchovní a biskup Církve československé husitské, vysokoškolský pedagog
- Magda Jansová (1906–1981), architektka
- Aljo Beran (1907–1990), malíř
- Lubomír Šlapeta (1908–1983), architekt
- Vladimír Petřek (1908–1942), pravoslavný kněz, mučedník a světec.
- Anna Zemánková (1908–1986), dentistka a výtvarnice zabývající se stylem art brut
- Helena Šmahelová (1910–1997), spisovatelka
- Václav Renč (1911–1973), básník, divadelní dramaturg, vězněn komunisty
- Evžen Rošický (1914–1942), atlet a sportovní novinář
- Heřman Josef Tyl (1914–1993), katolický kněz
- František Vaňák (1916-1991), v letech 1989-1991 olomoucký arcibiskup a moravský metropolita
- Josef Bek (1918–1995), herec
- Jiří Louda (1920–2015), voják, heraldik, genealog a knihovník
- Oldřich Velen (1921–2013), herec
- Hynek Maxa (1922–2001), operní pěvec, pěvecký pedagog
- Jiří Pelikán (1923–1999), politik
- Slavoj Kovařík (1923–2003), akademický malíř
- František Řehák (1923–2017), herec, od roku 1959 žil trvale v Olomouci
- Slávka Budínová (1924–2002), herečka
- Miloslav Hůrka (1924–2010), zvukový režisér, zvukový mistr, historik[2]
- Jaroslav Rozsíval (1924–1996), filmový, divadelní a rozhlasový herec a libretista
- Antonín Schindler (1925–2010), hudebník
- Rostislav Czmero (1926-2002), novinář[3]
- Miloš Kaláb (* 1929), kanadský vědec a žurnalista českého původu
- Jiří Opelík (1930–2024), literární kritik a historik, editor a učitel
- Juraj Pospíšil (1931–2007), slovenský hudební skladatel českého původu
- Vilém Prečan (* 1933), historik a spisovatel
- Milan Tichák (1933–2020), historik a spisovatel
- Vlasta Janečková (1934–2012), česká filmová a televizní scenáristka a režisérka
- Václav Čapek (1934–2020), dramaturg, rozhlasový a televizní tvůrce[4]
- Jiří Fiedler (1935–2014), historik, redaktor, překladatel a muzejník
- Radoslav Lošťák (1935–1992), spisovatel, dramaturg Divadla Oldřicha Stibora
- Hana Talpová (* 1938), herečka a zpěvačka
- Milan Togner (1938–2011), historik umění
- Karel Brückner (* 1939), fotbalový trenér
- Irena Greifová (1939–2022), kostýmní výtvarnice
- Jiří Rusinský (* 1941), autor publikací o městské části Olomouc-Neředín[5]
- Václav Čada (1942–1993), historik
- Josef Hrdlička (* 1942), pomocný biskup olomoucký, děkan olomoucké metropolitní kapituly
- Pavel Kantorek (1942–2017), přírodovědec, fyzik, karikaturista, vysokoškolský pedagog
- Pavel Dostál (1943–2005), herec, režisér, politik, bývalý ministr kultury
- Aleš Lamr (1943–2024), malíř, grafik, sochař a keramik
- Pavel Roman (1943–1972), krasobruslař
- Karel Kryl (1944–1994), písničkář a básník
- Ivan Theimer (* 1944), sochař
- František Kunetka (* 1945), teolog, duchovní-salesián, vysokoškolský pedagog
- Hana Maciuchová (1945–2021), herečka
- Eva Romanová (* 1946), krasobruslařka
- Jaroslav Hutka (* 1947), písničkář
- Petr Novotný (* 1947), herec a bavič
- Jan Kanyza (* 1947), herec
- Věra Beranová (1947–2023), kunsthistorička
- Vladimír Šlapeta (* 1947), architekt, pedagog
- Jan Graubner (* 1948), arcibiskup pražský a primas český, bývalý arcibiskup olomoucký a metropolita moravský
- Emil Viklický (* 1948), jazzový pianista a hudební skladatel
- Petr Mikeš (1948–2016), básník, překladatel a redaktor
- Pavel Taussig (1949–2023), filmový historik, scenárista, novinář a publicista
- Ladislav Daniel (* 1950), historik umění
- Jana Šilerová (* 1950), duchovní a biskupka Církve Československé husitské
- Jiří Paroubek (* 1952), politik
- Rudolf Göbel (* 1953), duchovní a biskup Církve Československé husitské
- Jarmila Švehlová (* 1956), herečka
- Alice Šnirychová (* 1956), herečka[6]
- Jaroslava Maxová (* 1957), operní pěvkyně
- Karel Plíhal (* 1958), písničkář
- Rostislav Čtvrtlík (1963–2011), herec
- Igor Bareš (* 1966), herec
- Richard Pachman (* 1966), hudební skladatel, malíř
- Petr Pravec (* 1967), astronom
- Ivan Langer (* 1967), politik a bývalý ministr
- Jiří Dopita (* 1968), hokejista
- Jaroslav Šnirych (* 1969), knihař[7]
- Daniela Drtinová (* 1970), moderátorka, novinářka
- Václav Blahunek (* 1971), šéfdirigent Hudby Hradní stráže a Policie ČR
- Bohdan Pomahač (* 1971), plastický chirurg
- Marek Spáčil (* 1974), automobilový závodník[8]
- Sandra Pogodová (* 1975), herečka
- Lubomír Kopeček (* 1975), politolog
- Veronika Vařeková (* 1977), topmodelka
- Tomáš Hudeček (* 1979), geograf, politik, primátor hl. města Prahy
- Aleš Loprais (* 1980), automobilový závodník
- Roman Smetana (* 1982), aktivista
- Jiří Hudler (* 1984), hokejista
- Veronika Kubíčková (* 1985), moderátorka a redaktorka

### 21. století
- Karolína Muchová (* 1996), tenistka
- Karlos Vémola (* 1985), bojovník MMA
- Petr Bilík (* 1974), vysokoškolský pedagog, filmový historik, člen rady Státního fondu kinematografie
- Jan Žůrek (*1985), zakladatel Divadla na cucky, krajský radní (2020-2024), expert na kulturní politiku